# 盛滙商鋪基金管理有限公司
盛滙商舖基金管理有限公司（簡稱盛滙），前身為香港商機，為香港首間專注商舖投資與發展的證監會持牌金融機構，創辦人為李根興。盛滙推出首隻開放式商舖基金「盛滙商舖增值基金」，專注投資香港商舖，讓客戶以低至港元$300萬購入基金參與商舖投資，相對於購入單一商舖物業動輒過千萬元，投資基金的客戶等同以較低門檻投資多間商舖分散風險。其租戶網絡能引入合適租客令商舖增值。

## 舖真價實
盛滙為了讓商舖買家可以安心購入商舖，並享有物業升值成果，盛滙會嚴選優質商舖，保證配套真實、租金真實。

### 配套真
盛滙會提升舖內風、火、水、電、煤等配套，專人跟進物業的維修保養，舖位資料公開透明。

### 租金實
盛滙承諾從不造假，保證「不打假租」，保證租客真實具承租能力。盛滙推出「服務式商舖」多年，為舖位吸納優質租客，確保租客真實、租金真實。

## 「服務式商舖」
盛滙提供「服務式商舖」計劃支援給租客，除了改善基本配套例如獲取裝修及添置生財工具上的支助，減低開業前資金壓力，亦為租客產品宣傳、贊助及社交媒體推廣等，提升店舖知名度。

## 專業投資者
盛滙商舖增值基金只適合證監會定義的專業投資者。
1) 個人專業投資者港幣 800萬或以上的投資組合（組合包括銀行存款，證券）。
2) 公司專業投資者港幣 800萬或以上的投資組合（組合包括銀行存款，證券）或港幣4000萬或以上的總資產。 

## 獎項
- 2017年：榮獲「星級一站式商舖服務品牌大獎」，由電訊盈科黃頁舉辦之「星級優秀品牌大獎2017」